# Convoi HX 25
Le convoi HX 25 est un convoi passant dans l'Atlantique nord, pendant la Seconde Guerre mondiale. Il part de Halifax au Canada le 5 mars 1940 pour différents ports du Royaume-Uni et de la France. Il arrive à Liverpool le 20 mars 1940.

## Composition du convoi
Ce convoi est constitué de 25 cargos :
- Royaume-Uni : 17 cargos
- Grèce : 3 cargos
- Norvège : 1 cargo
- France : 3 cargos
- États-Unis : 1 cargo

## L'escorte
Ce convoi est escorté en début de parcours par :
- les destroyers canadiens : HMCS Restigouche et le HMCS St. Laurent
- Un croiseur marchand britannique : RMS Laconia

## Le voyage
Les destroyers canadiens quittent le convoi le 6 mars. Dès le début du trajet, trois navires prennent du retard (les britanniques Barn Hill, Bradfyne[réf. nécessaire] et Cairnvalona). Le croiseur armé continue seul l'escorte jusqu'au 18 mars. Ce même jour, les destroyers HMS Antelope, HMS Mackay, HMS Vanessa (en) et HMS Volunteer rejoignent le convoi.
Le 20 mars, dans la soirée, un message de détresse du Barn Hill est reçu. Il est attaqué par un bombardier He 111 qui lance une bombe. 5 personnes sont tuées lors de l'attaque. Le navire dérive et s'échoue en feu près d'Eastbourne. 35 membres d'équipage sont sauvés,. L'épave du navire est toujours visible à marée basse (50° 47′ 25″ N, 0° 20′ 08″ E).
Le reste du convoi arrive sans problème.

## Culture populaire
- Le nom de code HX-25 est utilisé dans le film USS Greyhound : La Bataille de l'Atlantique, mais le convoi qui y est présenté navigue en réalité en février 1942, soit près de deux ans plus tard.